# 遠藤翼
遠藤 翼（えんどう つばさ、1993年8月20日 - ）は、日本の元サッカー選手。現役時代のポジションはMFまたはFW。

## 来歴
- 小学校　山王FC、PBJ千葉スクール(旧ACC四街道スクール)在籍
- 中学校、高校JFAアカデミー福島の一期生として2012年まで在籍した。2010年にはJFAの海外研修プログラムでメリーランド州へ渡った[2]。その後18歳で渡米し[3]、メリーランド大学に入学した。サッカー留学よりは語学留学の側面が強く、元々英語も得意では無かったが、同大学で社会学の学位を取得した[2]。日本時代はサッカー選手として無名の存在であったものの[4][2]、大学時代にプロを目指すレベルにまで成長、2016年2月27日にはトロントFCからMLSスーパードラフト1巡目で指名を受け、同クラブに加入した[5][4]。メジャーリーグサッカーで日本人がドラフト1巡目で指名されたのは彼が史上初であった[3]。

プロ初出場は同年3月6日のニューヨーク・レッドブルズ戦であった。その後負傷離脱を経て5月1日のポートランド・ティンバース戦で復帰した。5月7日のFCダラス戦でセバスティアン・ジョヴィンコのパスから初得点を奪い、1-0の勝利の立役者となった。
2017年3月24日から11月30日までトロントFCのリザーブチームであるUSLリーグ1所属（MLS3部相当）トロントFC IIにレンタルされ、レンタル期間が終わりトロントに戻ったのち契約解除され無所属状態が続いたが、翌2018年8月2日にトロントFC IIに完全移籍した。
2019年、1月17日自身のTwitter投稿でトロントFCと再契約したことを発表した。
2022年2月からは半年間Aリーグ・メンのメルボルン・シティでプレーした。2022年8月、USLチャンピオンシップのロサンゼルス・ギャラクシーIIに移籍。
2022年9月下旬に体調不良を理由に日本へ帰国していたが、同年12月27日、自身のTwitter投稿で急性白血病と診断されたことを公表し、当面の間、日本で療養に専念する事を発表した。
2025年7月11日、トロントFCは遠藤と1日限定契約を結び、遠藤がトロントFCの選手として正式に引退することを発表した。翌12日に本拠地BMOフィールドで行われたアトランタ・ユナイテッドFC戦にて遠藤はキックインを担当し、元同僚のセバスティアン・ジョヴィンコとの再会も実現した。トロントのサポーターに宛てたメッセージの中で、引退の理由として3年にも及ぶ急性未分化白血病の再発と慢性GVHD（移植片対宿主病）との継続的で過酷な闘いを経て、最高レベルの競技に戻ることは身体が耐えられず不可能と悟り、最終的に自身の目標が試合への復帰ではなく、ただ健康に生きることになったと語っている。

## 代表歴
JFAアカデミー福島時代にはU-15からU-17までの各代表に選出されていたものの、以降の年代別代表での出場はない。

## 個人成績
| 国内大会個人成績 | 国内大会個人成績 | 国内大会個人成績 | 国内大会個人成績 | 国内大会個人成績 | 国内大会個人成績 | 国内大会個人成績 | 国内大会個人成績 | 国内大会個人成績 | 国内大会個人成績 | 国内大会個人成績 | 国内大会個人成績 |
| 年度             | クラブ           | 背番号           | リーグ           | リーグ戦         | リーグ戦         | リーグ杯         | リーグ杯         | オープン杯       | オープン杯       | 期間通算         | 期間通算         |
| 年度             | クラブ           | 背番号           | リーグ           | 出場             | 得点             | 出場             | 得点             | 出場             | 得点             | 出場             | 得点             |
| アメリカ         | アメリカ         | アメリカ         | アメリカ         | リーグ戦         | リーグ戦         | リーグ杯         | リーグ杯         | USオープン杯     | USオープン杯     | 期間通算         | 期間通算         |
| ---------------- | ---------------- | ---------------- | ---------------- | ---------------- | ---------------- | ---------------- | ---------------- | ---------------- | ---------------- | ---------------- | ---------------- |
| 2016             | トロント         | 9                | MLS              | 21               | 2                | -                | -                | 2                | 0                | 23               | 2                |
| 2017             | トロント         | 9                | MLS              | 4                | 0                | -                | -                | 2                | 1                | 6                | 1                |
| 2019             | トロント         | 31               | MLS              | 13               | 3                | -                | -                | 3                | 2                | 16               | 5                |
| 2020             | トロント         | 31               | MLS              | 17               | 1                | -                | -                | 0                | 0                | 17               | 1                |
| 通算             | アメリカ         | アメリカ         | MLS              | 55               | 6                | -                | -                | 7                | 3                | 62               | 3                |
| 総通算           | 総通算           | 総通算           | 総通算           | 55               | 6                | -                | -                | 7                | 3                | 62               | 9                |